# Pöllälampi
Pöllälampi är en sjö i kommunen Sulkava i landskapet Södra Savolax i Finland. Sjön ligger 75,7 meter över havet. Arean är 52 hektar och strandlinjen är 5,03 kilometer lång. Sjön  ingår i Vuoksens huvudavrinningsområde.   Den ligger omkring 61 kilometer öster om S:t Michel och omkring 260 kilometer nordöst om Helsingfors. 
Väster om Pöllälampi ligger Alanne. 